# Markuskerk (Breda)

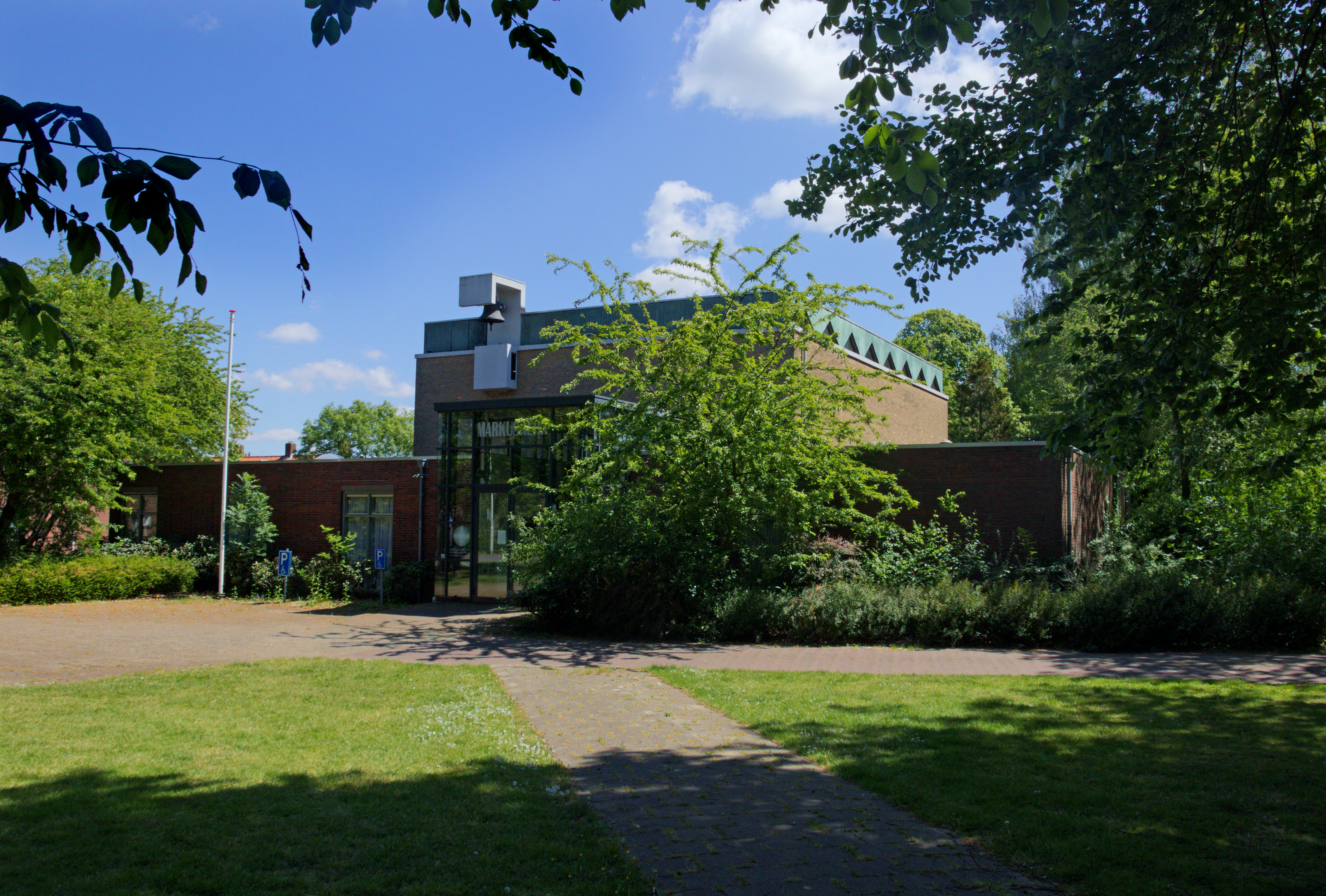
Markuskerk

De Markuskerk is een protestants kerkgebouw in de Noord-Brabantse stad Breda, gelegen aan Hooghout 96.

## Geschiedenis
Deze kerk werd als Hervormde Marcuskerk gebouwd in 1965 naar ontwerp van Ernest Groosman. In 2004 werd het een PKN-kerk en kreeg de naam Markuskerk. In 2005 werd een glazen ingangspartij toegevoegd.

## Gebouw
Het betreft een doosvormig kerkgebouw in de stijl van het naoorlogs modernisme, met bakstenen gevels en een betonnen klokkenstoel die aan het gebouw is bevestigd.